# Gelles
Gelles település Franciaországban, Puy-de-Dôme megyében. Lakosainak száma 931 fő (2022. január 1.). Gelles Bromont-Lamothe, Cisternes-la-Forêt, Heume-l’Église, Mazaye, Perpezat, Prondines, Saint-Pierre-le-Chastel és Saint-Pierre-Roche községekkel határos.

## Népesség
A település népességének változása:
| Lakosok száma | 908  | 945  | 1013 | 977  | 968  | 954  | 940  | 936  | 931  |
|               | 2013 | 2015 | 2016 | 2017 | 2018 | 2019 | 2020 | 2021 | 2022 |